# Upp att Kristi seger fira
Upp att Kristi seger fira är en kristen psalm. Texten är skriven av Johan Olof Wallin.
|  |
|  |

## Publicerad i
- 1819 års psalmbok, som nummer 117 under rubriken "Jesu andliga världsregering och vård om sin stridande församling".
- Den svenska psalmboken 1937, som nummer 117 under rubriken "7. Tiden efter Påsk".